# Safy Nebbou

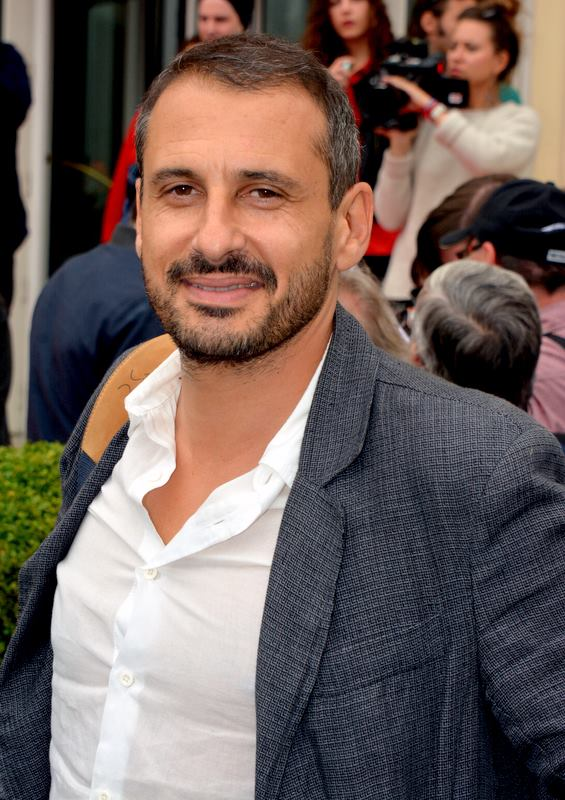
Safy Nebbou (2016)

Safy Nebbou (* 27. April 1968 in Bayonne) ist ein französischer Schauspieler, Regisseur und Drehbuchautor.

## Leben
Safy Nebbou wurde als Kind einer deutschen Mutter und eines algerischen Vaters geboren. Der französische Schauspieler Mehdi Nebbou ist sein jüngerer Bruder. Safy Nebbou begann seine Karriere als Theaterregisseur am Théâtre des Chimères in Paris, wo Tsilla Chelton zu einer seiner Mentorinnen zählte. Später arbeitete Nebbou als Theater- und Filmschauspieler und begann Kurzfilme und Werbespots zu produzieren, hierunter für France Télécom, Orange und Renault.
Ab 2008 schrieb Nebbou auch die Drehbücher für seine Spielfilme.

## Filmografie (Auswahl)
- 1999: Le sourire du clown
- 2004: Der Hals der Giraffe (Le cou de la girafe, auch Regie und Drehbuch)
- 2008: Das Zeichen des Engels (L'empreinte de l'ange, auch Drehbuch)
- 2010: L'autre Dumas (auch Regie und Drehbuch)
- 2012: Comme un homme (Regie und Drehbuch)
- 2016: Dans les forêts de Sibérie (Regie und Drehbuch)
- 2017: Ensemble, c'est possible! (Kurzfilm, Regie)
- 2019: So wie du mich willst (Celle que vous croyez, Regie und Drehbuch)

## Auszeichnungen (Auswahl)
Cairo International Film Festival
- 2004: Auszeichnung mit dem Naguib Mahfouz Award (Der Hals der Giraffe)
- 2004: Nominierung für die Golden Pyramid (Der Hals der Giraffe)